# Pamphobeteus
Die Gattung Pamphobeteus zählt zur Familie der Vogelspinnen (Theraphosidae) innerhalb der Ordnung der Webspinnen (Araneae). Bei den der Gattung zugehörigen Arten handelt es sich um mittel- bis sehr große Vertreter der Vogelspinnen, die ausnahmslos im Nordwesten Südamerikas vorkommen.
Ein weiteres charakteristisches Merkmal der Arten der Gattung Pamphobeteus neben den für Vogelspinnen stattlichen Dimensionen einzelner Arten ist ein an den Extremitäten der Männchen einiger Vertreter und bei wenigen weiteren auch am Carapax (Rückenschild des Prosomas, bzw. Vorderkörpers) durch Irisierung (Lichtbruch) für das menschliche Auge sichtbare Farbschimmer, der zumeist in rosa, violetten oder blauen Farbtönen wahrgenommen wird. Außerdem verfügen besonders die Jungtiere der Gattung Pamphobeteus über auffällige Farbmuster. Hingegen sind ausgewachsene Weibchen deutlich kontrastärmer gefärbt und weisen zumeist einheitlich braune bis schwarze Farbgebungen auf.
Alle beschriebenen und einige bislang unbeschriebene Arten der Gattung werden gelegentlich als Heimtiere in der Terraristik gehalten. Darüber hinaus erhielt die Gattung eine gewisse Bekanntheit dadurch, dass eine bislang unbeschriebene und aus Peru stammende Art eine mutualistische Beziehung mit der Froschart Chiasmocleis ventrimaculata eingeht sowie durch eine 2016 im Amazonas-Regenwald geschehene Sichtung eines Weibchens einer ebenfalls unbestimmten Art der Gattung, das eine Schlankbeutelratte verzehrte.

## Merkmale

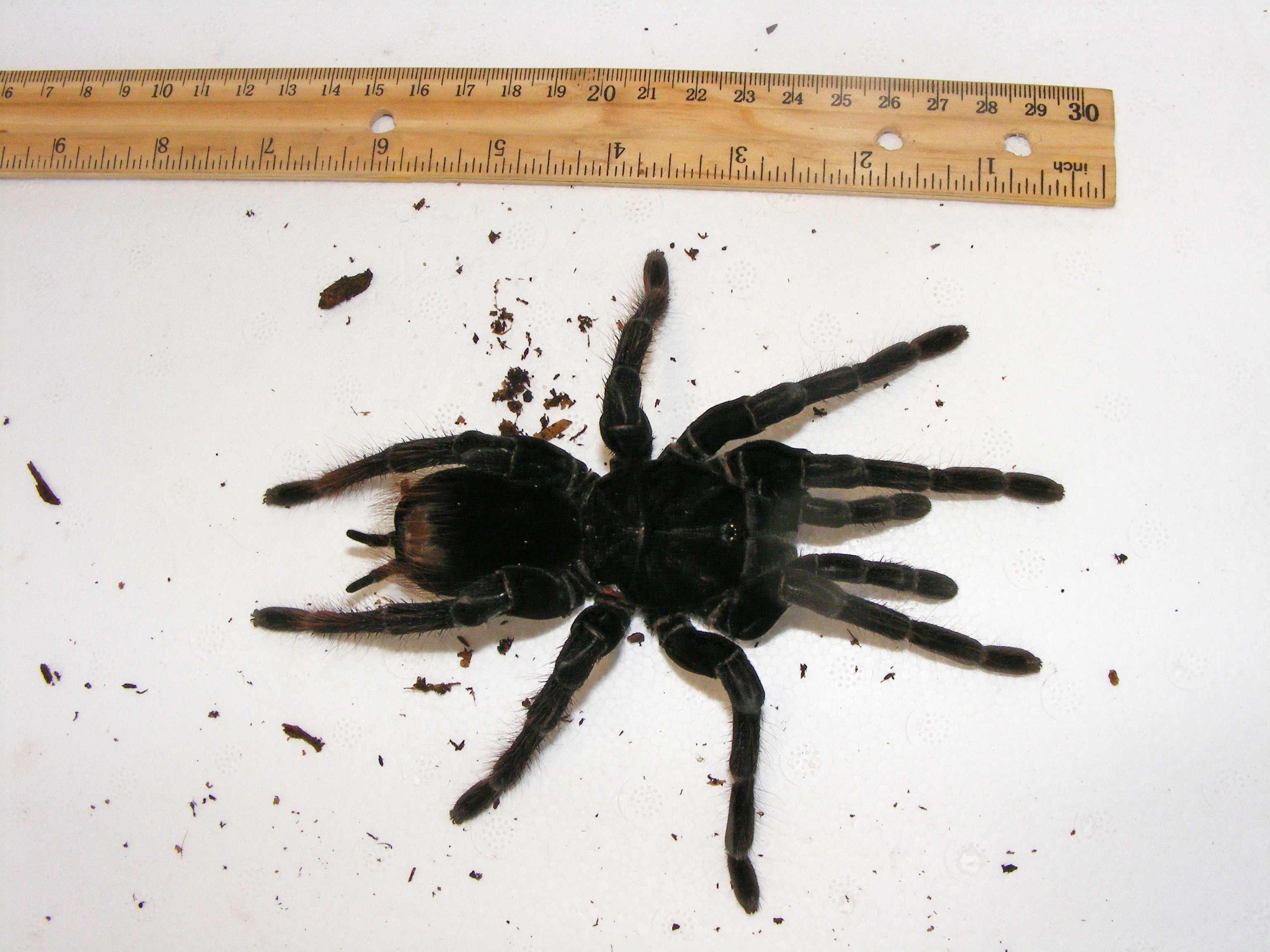
Weibchen der Peru-Blaufuß-Riesenvogelspinne (P. antinous) im Größenvergleich

Die Körperlänge variiert in den verschiedenen Arten, beträgt im Durchschnitt meist aber etwa 70 bis 90 Millimeter. Die Maße einiger Arten gehen darüber hinaus. So kann die Kolumbianische Rosastrahlige Riesenvogelspinne (P. ornatus) eine Körperlänge von ca. 100 und die Peru-Blaufuß-Riesenvogelspinne (P. antinous) eine von gut 110 Millimetern aufweisen. Die Beinspannweite der meisten Arten beträgt durchschnittlich 160 Millimeter, obgleich sie auch, wie etwa bei der Peru-Blaufuß-Riesenvogelspinne mit einem Wert von etwa 210 Millimetern, deutlich höher ausfallen kann. Somit sind in dieser Gattung auch Arten enthalten, die zu den größten Vogelspinnen gezählt werden.
Viele Arten besitzen einen vergleichsweise kräftigen Körperbau und eine Grundfärbung, die je nach Art von hellbraun bis tiefschwarz reichen kann. Auffällig sind die besonders bei Jungtieren stark ausgeprägte sternförmige Zeichnung am Carapax (Rückenschild des Prosomas, bzw. Vorderkörpers) und bei manchen Arten, wie der Peru-Blaufuß-Riesenvogelspinne (P. antinous) ein Farbschimmer an den Beinen. Dieser Farbschimmer erscheint manchmal nicht nur an den Beinen, sondern auch am Carapax, oftmals in rosa, violetten oder blauen Farbtönen. Der Farbschimmer entsteht durch Irisierung (Lichtbrechung) und wird deshalb besonders im Lichtschein deutlich, womit es sich eigentlich um eine optische Wahrnehmung und keine Farbpigmente handelt. Die Jungtiere der Braunen Kolumbianischen Riesenvogelspinne (P. fortis) und der Schwarzen Blaustrahligen Riesenvogelspinne (P. nigricolor) verfügen über ein rot gefärbtes Opisthosoma und auf dessen Dorsalseite über eine schwarze Zeichnung, die an einen Weihnachtsbaum erinnert. Bei beiden Arten verliert sich diese Färbung mit fortschreitender Entwicklung und ist bei den ausgewachsenen Spinnen gar nicht mehr vorhanden.
Zusätzlich verfügen alle Arten der Gattung über Stridulationsorgane an der Vorderseite der Coxae (Hüftglieder) des ersten Beinpaares und weitere auf der gegenüberliegenden Seite der Coxae der Pedipalpen (umgewandelte Extremitäten im Kopfbereich). Diese dienen der Verteidigung und der arteigenen Kommunikation bei der Balz und der Verteidigung.
Ferner verfügen alle zur Gattung gehörenden Arten wie viele andere Vogelspinnen in der Neuen Welt über Brennhaare auf dem Opisthosoma (Hinterleib), womit sie zu den bombardierfähigen Spinnen gerechnet werden.

### Sexualdimorphismus

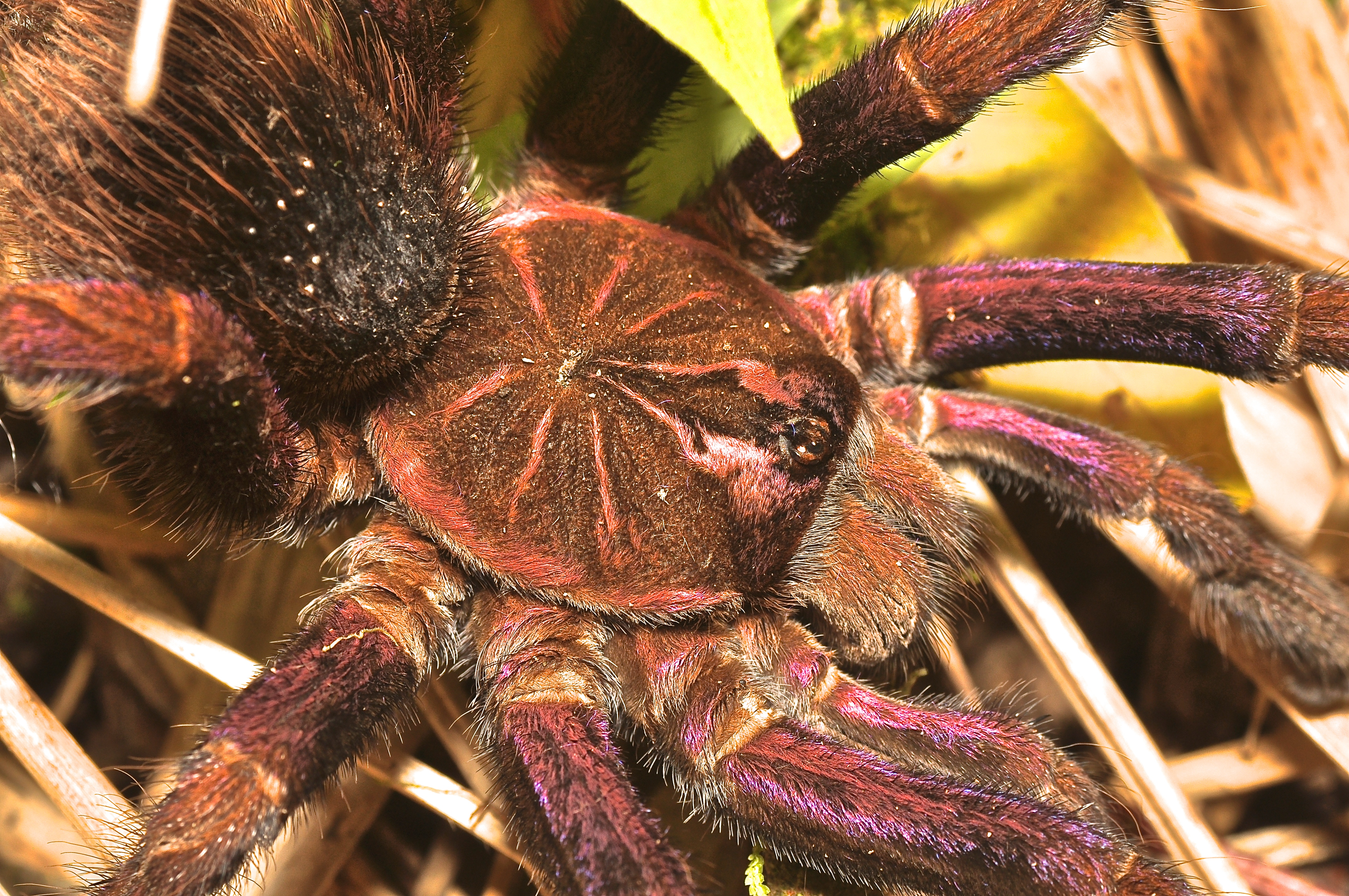
Nähere Ansicht eines Männchens der Gattung Pamphobeteus mit deutlich erkennbarem Farbschimmer an den Beinen.

Wie viele Spinnen weisen auch die Arten der Gattung Pamphobeteus einen erheblichen Sexualdimorphismus (Unterschied der Geschlechter) auf, der sich primär vor allem beim Körperbau bemerkbar macht. Dieser fällt bei den Weibchen wie bei allen Vogelspinnen erheblich stämmiger als beim schmächtigeren Männchen auf. Darüber hinaus unterscheiden sich beide Geschlechter der Gattung auch hinsichtlich der Farbgebung. Der irisierende Farbschimmer ist besonders bei den Männchen ausgeprägt, wodurch diese gegenüber den Weibchen optisch deutlich kontrastreicher wahrgenommen werden können und Individuen dieses Geschlechts somit abgesehen vom Sternmuster des Carapax, das auch bei den Weibchen mancher Arten deutlich erkennbar ist, nahezu einheitlich dunkel gefärbt in Erscheinung treten.

### Aufbau der Geschlechtsorgane

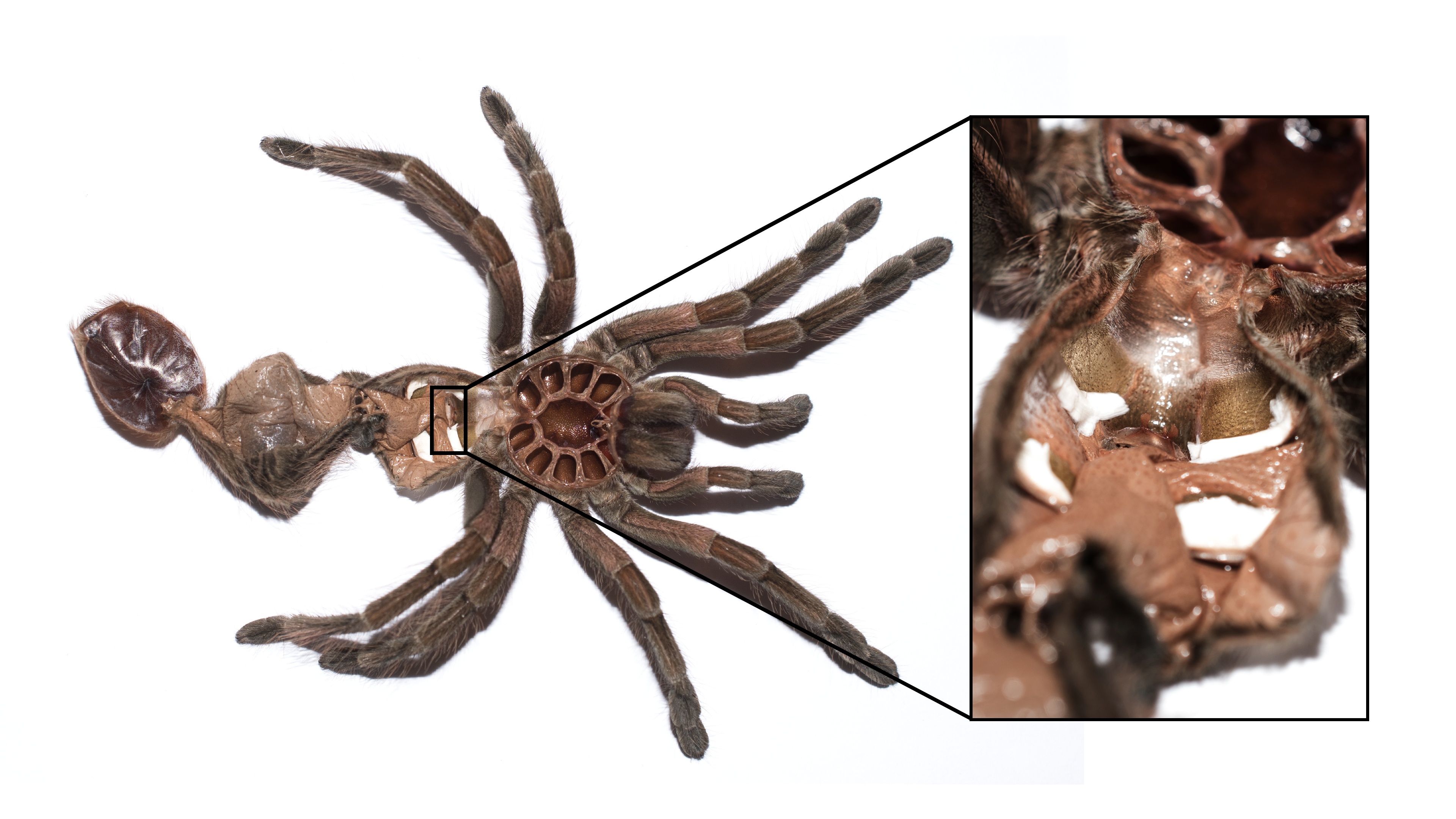
Exuvie (abgestreifte Haut) nach der Häutung eines Weibchens der Gattung Pamphobeteus mit sichtbarer Spermathek (Samentasche).

Die männlichen Geschlechtsorgane, die Bulbi, befinden sich wie bei allen Spinnen an den Enden der Pedipalpen. Die Emboli (Einführorgane der Bulbi) verlaufen konkav-konvex und sind löffelförmig. Sie verfügen auf der Apikalseite über je einen stark ausgeprägten Kiel, der sich bis zum Rand des Embolus erstreckt. Zusätzlich befindet sich auf retrolateraler Seite eines einzelnen Embolus ein weiterer Kiel sowie auf prolateraler Seite noch ein Kiel, der vorgesetzt angelegt ist.
Die Epigyne (weibliches Geschlechtsorgan) verfügt bei den Arten der Gattung über eine Spermathek (Samentasche) mit zwei Samengefäßen. Diese sind größtenteils an der Basis verwachsen und erscheinen auf der Apikalseite länglich.

### Gattungen mit ähnlichen Arten

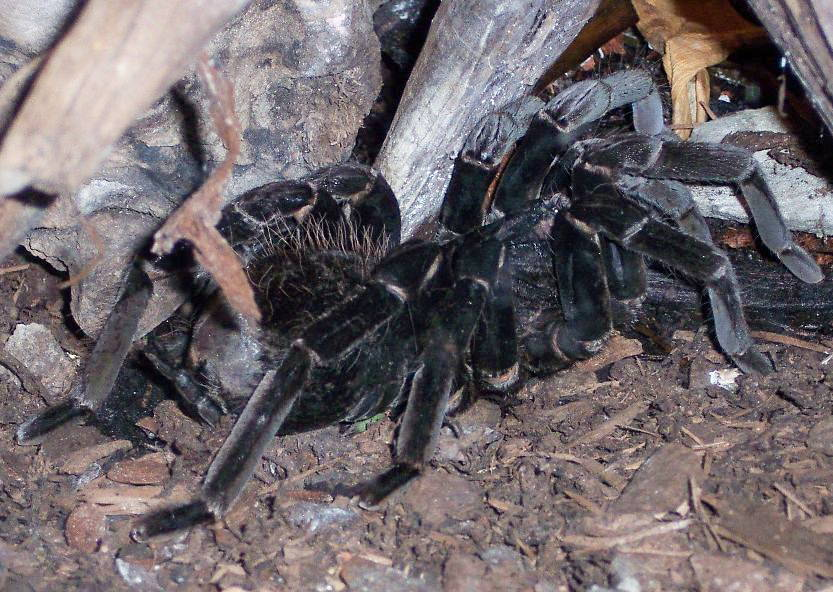
Weibchen der Kleineren Kolumbianischen Riesenvogelspinne (Xenesthis immanis)

Innerhalb der Unterfamilie Theraphosinae, zu der die Gattung Pamphobeteus gehört, gibt es noch weitere Gattungen, die den Arten der Gattung Pamphoebteus ähneln. Die meisten Ähnlichkeiten bestehen mit der Gattung Xenesthis, deren Arten sich mitunter auch Lebensräume mit einigen Arten der Gattung Pamphobeteus teilen und mit diesen eine ähnlich ausfallende Körpergröße sowie eine bemerkenswerte Farbgebung aufweisen. Im Gegensatz zu diesen verfügen die Vertreter der Gattung Pamphobeteus allerdings über keine Scopula (Beinbehaarung) auf den Metatarsen (erste Glieder der Tarsen, bzw. Fußglieder) des ersten Beinpaares auf der Apikalseite.

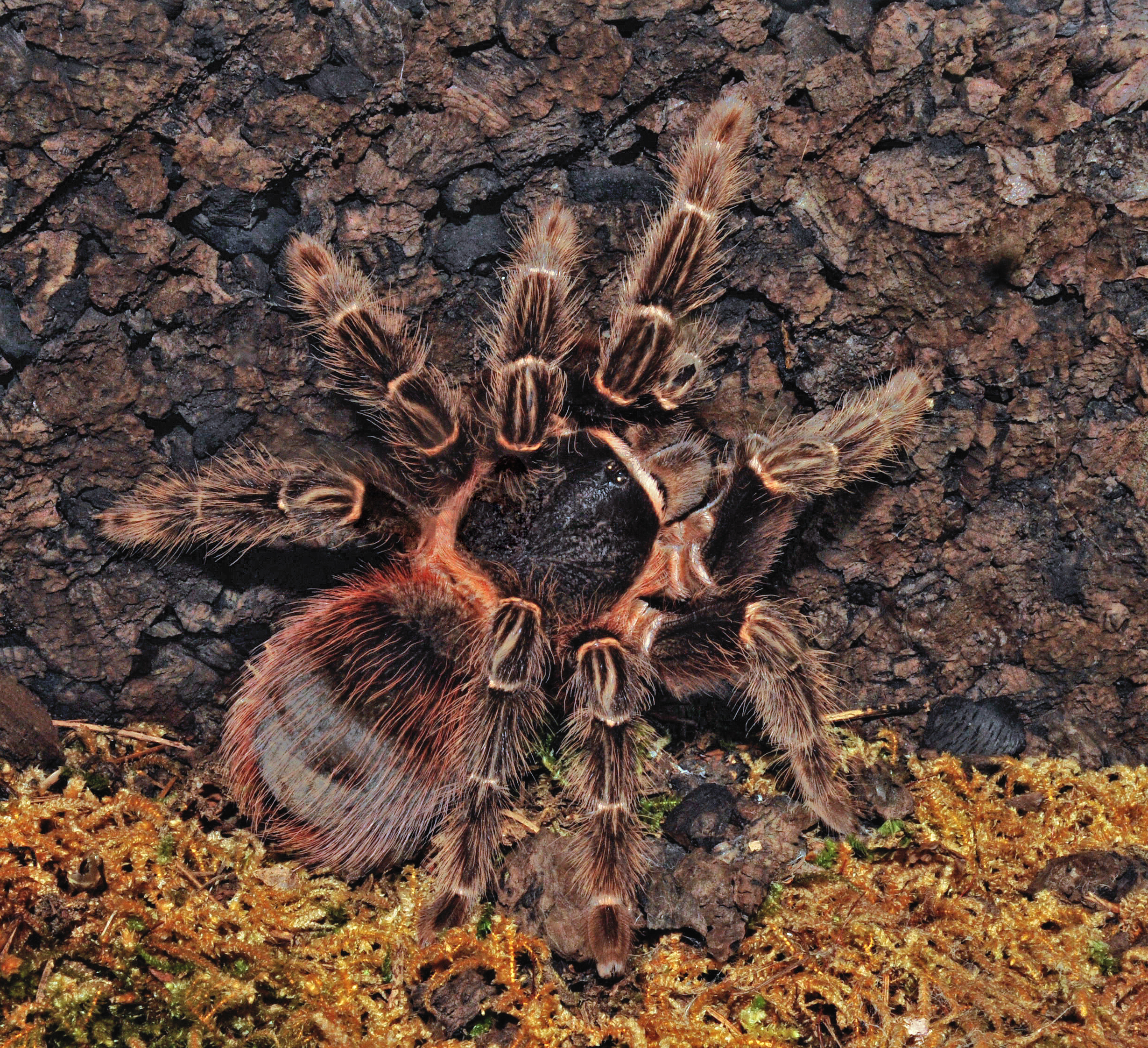
Weibchen der Bahia-Riesenvogelspinne (Lasiodora klugi)

Ebenso ähneln die Arten der Gattung Pamphobeteus denen der Gattung Lasiodora, zu der einzelne Arten der Gattung Pamphoebteus auch einst gezählt wurden. Diese Gattung kommt  allerdings hauptsächlich in Mittelamerika und im Südosten Südamerikas vor. Beide Gattungen können ebenfalls durch die Scopula des ersten Beinpaares unterschieden werden, die bei der Gattung Pamphobeteus anders als bei der Gattung Lasiodora an der Unterseite der Femora (Schenkel) dieses Beinpaares fehlt.
Darüber hinaus existieren einige Ähnlichkeiten mit Arten der Gattung Megaphobema, bei denen allerdings das dritte und das vierte Beinpaar viel größer und stärker ausfällt als die beiden vorherigen, was bei der Gattung Pamphobeteus nicht der Fall ist.

## Vorkommen

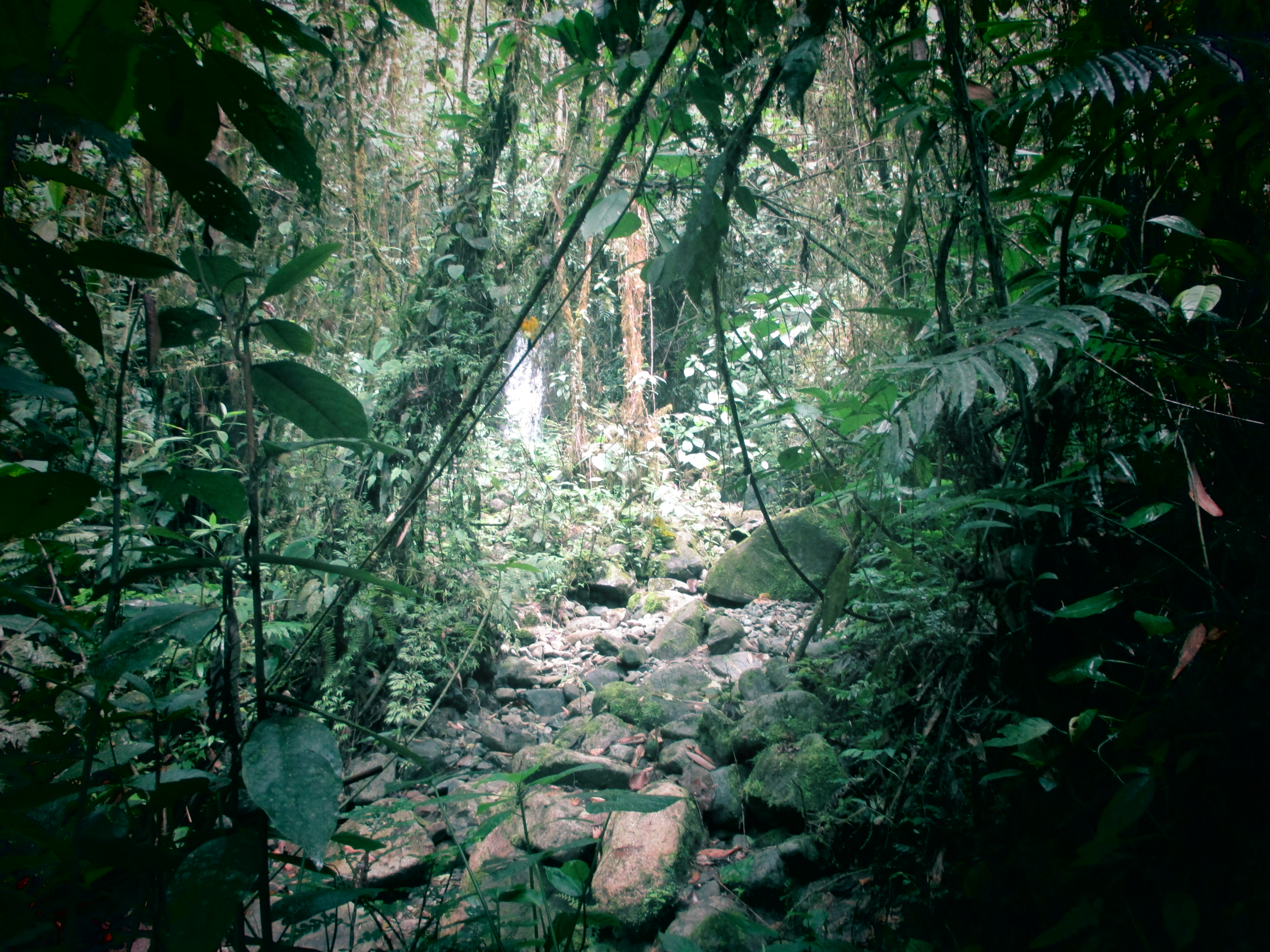
Die Regenwälder im Nordwesten Südamerikas wie dieser im kolumbianischen Naturraum sowie der Gebirgskette der Anden liegenden Gemeinde Buga, werden von den Arten der Gattung Pamphobeteus bewohnt.

Alle Arten der Gattung Pamphobeteus kommen im Nordwesten Südamerikas vor, wobei der Verbreitungsschwerpunkt in der Gebirgskette der Anden und dort bevorzugt im kolumbianischen Teil dieser Gebirgskette liegt. Andere Arten bewohnen den westlichen Amazonas-Regenwald.

### Lebensraum
Alle Vertreter der Gattung sind Bewohnder des tropischen Regenwaldes, die entsprechend ihrer Lebensweise hauptsächlich auf dem Boden anzutreffen sind.

### Bedrohung und Schutz
Von keiner Art der Gattung Pamphobeteus wird der Bestand von der IUCN gewertet, wodurch keine Informationen über mögliche Bestandsbedrohungen der Arten vorliegen. Dementsprechend ist auch keine der Arten unter Artenschutz gestellt.

## Lebensweise

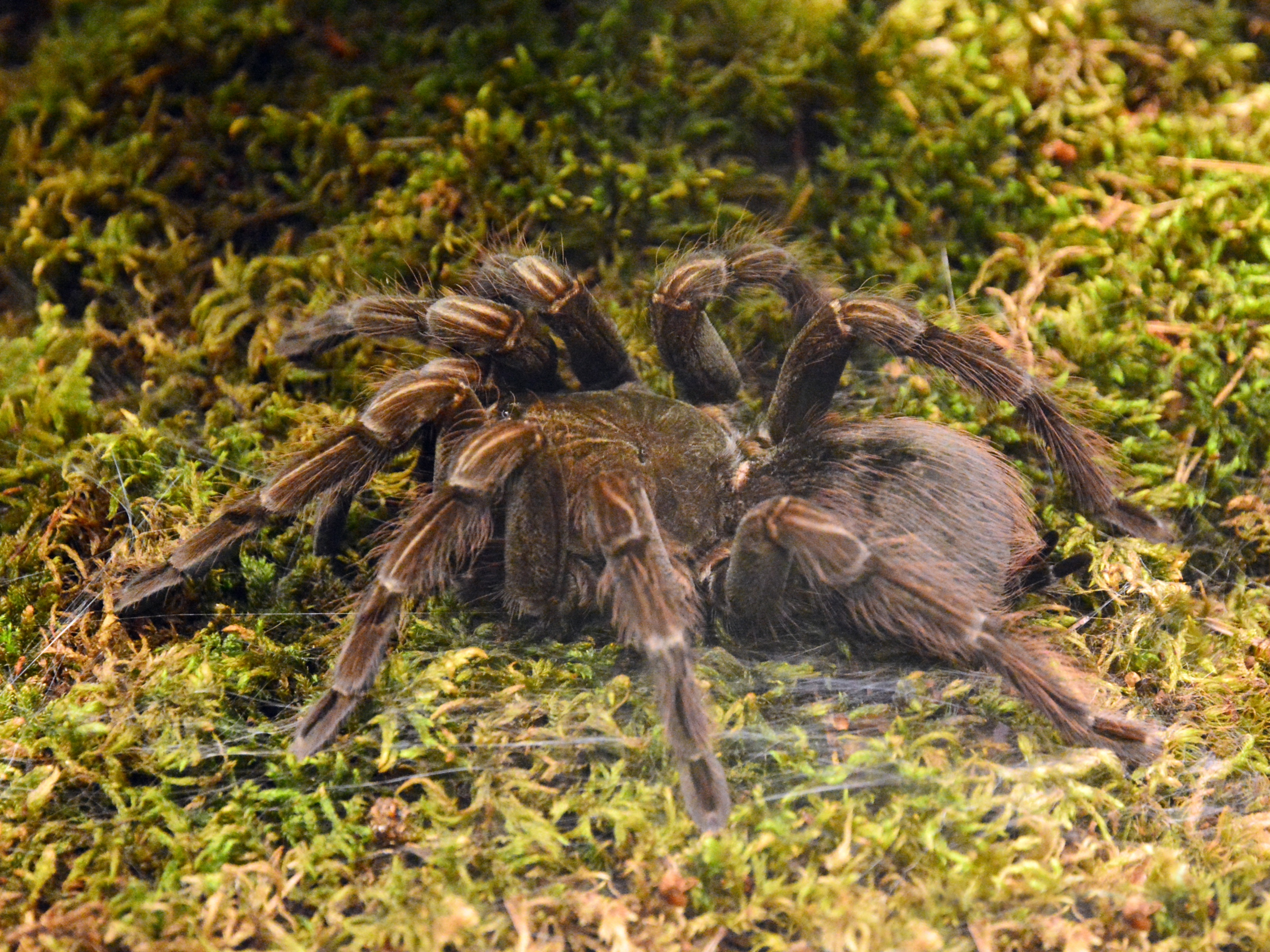
Ein Weibchen der Kolumbianischen Lilastrahligen Riesenvogelspinne (P. insignis) außerhalb seines Verstecks und auf der Gespinstdecke seines Wohngespinstes auf Beute lauernd

Alle Arten der Gattung Pamphobeteus sind bodenbewohnend und graben wie die meisten Vogelspinnen mit dieser Lebensweise Erdröhren, die recht tief ausfallen können und mit Gespinsten ausgekleidet werden. Bei Gelegenheit werden auch bereits vorhandene Versteckmöglichkeiten angenommen, mit einem Gespinst versehen und ggf. ausgebaut. Der Unterschlupf dient als Aufenthaltsort der Spinnen.
Die Arten der Gattung sind wie alle Vogelspinnen vorwiegend nachtaktiv und verbergen sich tagsüber zumeist in ihren Unterschlüpfen. Ab der Abenddämmerung kommen die Spinnen dann zwecks der Suche nach Beutetieren zum Vorschein.

### Jagdverhalten und Beutespektrum
Die wie nahezu alle Spinnen räuberisch lebenden Arten der Gattung Pamphobeteus leben wie für Vogelspinnen üblich freilaufend als Lauerjäger und kommen dementsprechend ohne Fangnetz aus. Sie spüren potentielle Beutetiere wie alle Mitglieder der Familie vornehmlich anhand deren Bewegung durch die Sensillen (Sinneshaare) auf und ergreifen diese blitzartig, sobald sie in Reichweite gelangen. Ein Giftbiss setzt das gefangene Beutetier dann außer Gefecht.
Das Beutespektrum der Arten fällt, bedingt durch die Körpergröße dieser Spinnen, verglichen mit anderen Vertretern dieser Ordnung umfangreich aus. Es setzt sich sowohl aus anderen Gliederfüßern verschiedener Größen, als auch aus kleineren Wirbeltieren, darunter Reptilien und Amphibien sowie Nagetieren in passender Größe zusammen.
Eine besondere Aufmerksamkeit erlangte ein 2016 gesichtetes weibliches Exemplar einer unbestimmten Art der Gattung Pamphobeteus, dem es gelang, eine Schlankbeutelratte, vermutlich ein Individuum der Weißbauch-Schlankbeutelratte (Marmosops noctivagus) zu erbeuten. Die Spinne wurde auf dem Boden des Amazonas-Regenwaldes bei ihrem nächtlichen Beutezug beobachtet und hatte bei der ersten Sichtung die bereits erlegte Beutelratte mithilfe der Cheliceren (Kieferklauen) am Nacken gepackt. Die bereits stark geschwächte Beutelratte versuchte sich noch anfangs mit langsamen Tritten von ihrem Jäger zu befreien. Nach einiger Zeit ließen die Bewegungen der Beutelratte endgültig nach und die Spinne schleppte diese nun mit sich herum, während sie das Beutetier zeitgleich verzehrte.

### Wechselbeziehung mit Fröschen

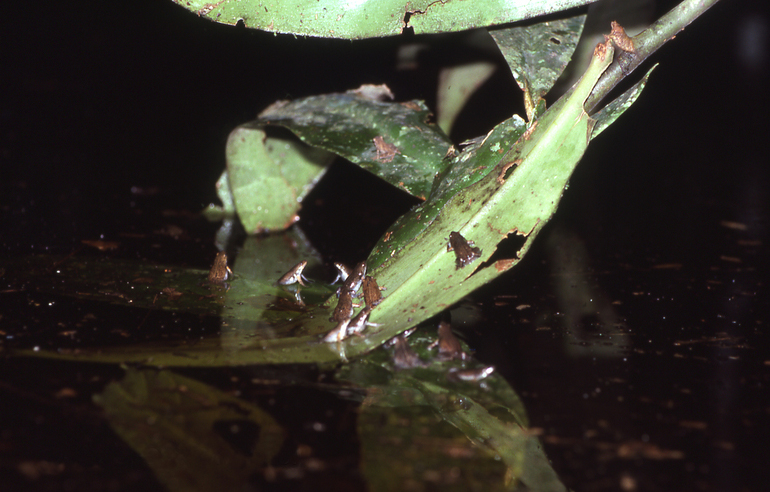
Mehrere Exemplare der Froschart Chiasmocleis ventrimaculata

Eine bisher unbeschriebene Art der Gattung Pamphobeteus aus Peru geht eine mutualistische Beziehung mit dem dort ebenfalls vorkommenden Engmaulfrosch Chiasmocleis ventrimaculata ein. Die Spinne gewährt nicht selten mehreren Exemplaren des Frosches Zuflucht im eigenen Unterschlupf und attackiert diese auch nicht. Es wird vermutet, dass der Frosch aufgrund von Hautsekreten, die er absondert, von der Spinne verschont wird.
In Gesellschaft mit der Vogelspinne ist der Frosch vor einigen Prädatoren (Fressfeinden) wie kleineren Schlangen und anderen Spinnen sicher, die von dem Eigentümer des Unterschlupfs verzehrt oder aus dessen Territorium vertrieben werden. Als Gegenzug schützt der Frosch vermutlich Eikokons und junge Nachkommen der Spinne vor Bedrohungen wie Ameisen und Parasiten, bsp. Zweiflüglern.
Ähnliche Wechselbeziehungen wurden in Sri Lanka mit den Engmaulfröschen Uperodon nagaoi und Kaloula taprobanica und den Vogelspinnenarten Poecilotheria ornata sowie der zur gleichen Gattung zählenden Vogelspinnenart P. subfusca und darüber hinaus auch in Mexiko mit dem zu den Pfeiffröschen zählenden, sehr kleinen Tungara-Frosch (Engystomops pustulosus) sowie der Gestreiften Guatemala-Vogelspinne (Aphonopelma seemanni) beobachtet.

### Abwehrverhalten und Verteidigungsstrategien

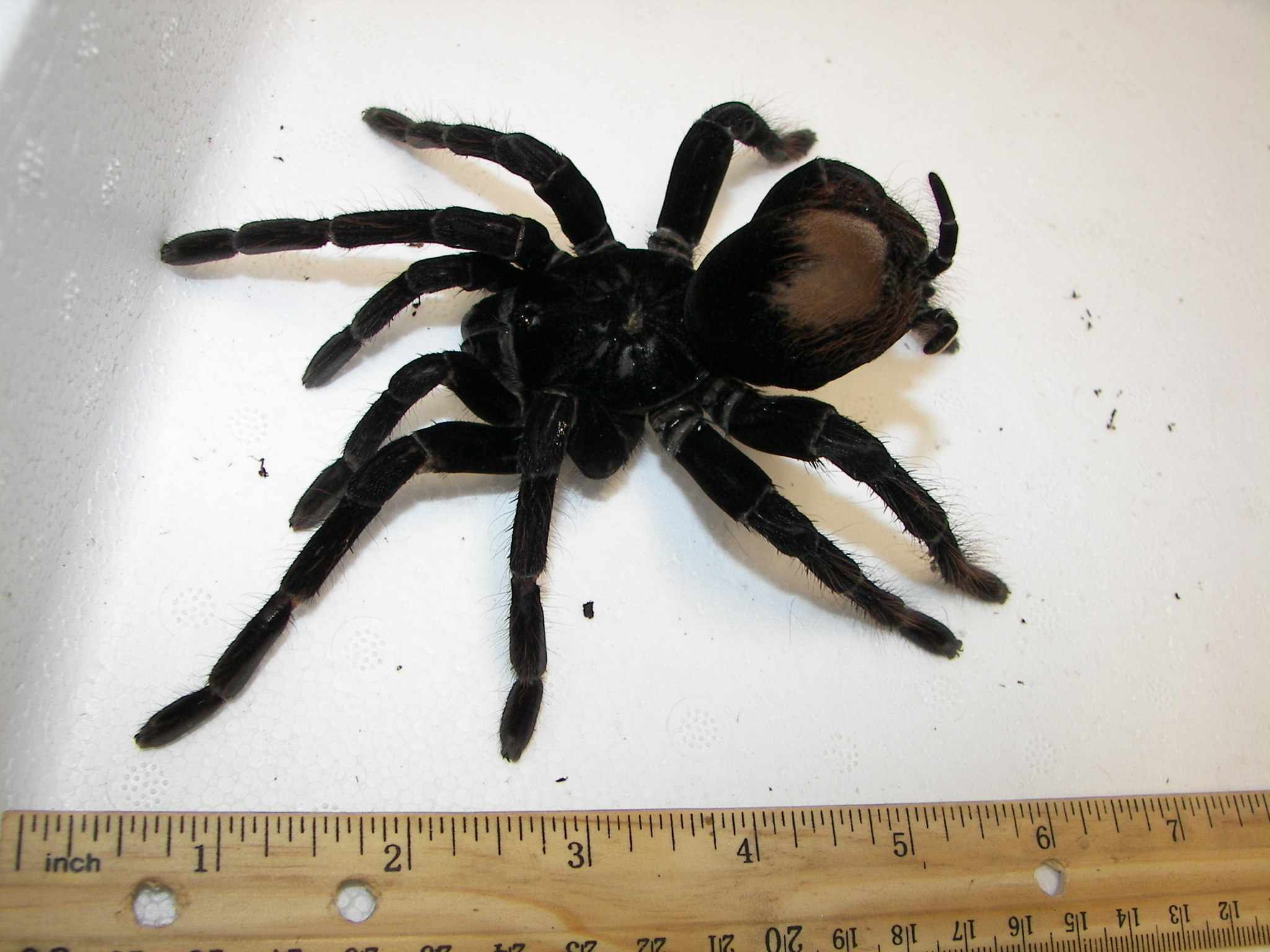
Weibchen der Peru-Blaufuß-Riesenvogelspinne (P. antinous) mit erhobenem Opisthosoma und der durch einen Bombardierangriff und Abwerfen der Brennhaare entstandenen „Glatze“

Die Arten der Gattung Pamphobeteus gelten überwiegend nicht als aggressiv, aber als recht scheu und versuchen bei Störungen zumeist in ihren Unterschlupf zu fliehen. Sie neigen überdies zur Verteidigung durch das sogenannte Bombardieren, bei dem die Brennhaare abgestreift und in Richtung eines Angreifers geschleudert werden.
Darüber hinaus können sich die zur Gattung zählenden Arten mittels Stridulation verteidigen. Dafür heben die Spinnen die Hinterbeine, an denen sich die Stridulationsorgane befinden (s. Abschnitt „Merkmale“) und nehmen somit eine Beinstellung ein, die an die erinnert, die die Spinnen beim Bombardieren einnehmen. Anschließend reibt die Spinne die an den Coxae befindlichen Stridulationshaare an den Setae (Haare) des Abdomens, wodurch ein pfeifendes Stridulationsgeräusch ertönt.
Wie andere Vogelspinnenartige können auch diese Spinnen mithilfe der für diese Unterordnung typischen Drohgebärde Abwehrbereitschaft signalisieren. Dabei wird das Prosoma aufgerichtet, die Pedipalpen und das erste Beinpaar erhoben und die Cheliceren gespreizt. Bei anhaltender Provokation kann es zu einem Biss kommen. Das Spinnentoxin (Gift) einiger Arten, beispielsweise der Schwarzen Blaustrahligen Riesenvogelspinne (P. nigricolor) wurde bereits untersucht. Der Biss der Arten der Gattung Pamphobeteus ist auch für den Menschen schmerzhaft und verursacht andere Beschwerden, gerade bei Kindern, bleibt aber vermutlich für gewöhnlich nicht von hoher medizinischer Relevanz.

### Lebenszyklus und Phänologie
Der Lebenszyklus beläuft sich bei den Arten der Gattung auf mehrere Phasen. Eine einheitliche Phänologie (Aktivitätszeit) existiert bei den Arten der Gattung wie es bei Regenwaldbewohnern aufgrund der dort wenig bis gar nicht vorhandenen jahreszeitlichen Schwankungen üblich ist, nicht.

#### Paarung
Das Fortpflanzungsverhalten der Arten der Gattung Pamphobeteus ist mit dem anderer Vogelspinnen identisch. Ein geschlechtsreifes Männchen überträgt sein Sperma zunächst auf ein sogenanntes Spermanetz und nimmt von diesem dann das Sperma in die Bulbi auf, ehe es nach einem geschlechtsreifen Weibchen sucht, das es durch von diesem produzierte und auf der Gespinstdecke platzierte Pheromone als solches auch auf größere Entfernung finden kann. Hat ein Männchen eine Geschlechtspartnerin gefunden, trommelt es zur Balz auf den Untergrund vor dessen Wohngespinst und gibt sich dadurch als paarungswilliger Artgenosse zu erkennen. Bei Paarungsbereitschaft erwidert das Weibchen dies ebenfalls durch ein Trommeln. Darüber hinaus kommunizieren beide Geschlechtspartner auch mittels Stridulation. Bei der für Vogelspinnen typischen Stellung während der Paarung kommen auch die Apophysen an den Tibien (Beinschienen) des Männchens zum Einsatz. Die Paarung verläuft zumeist friedlich.

#### Eiablage und Schlupf

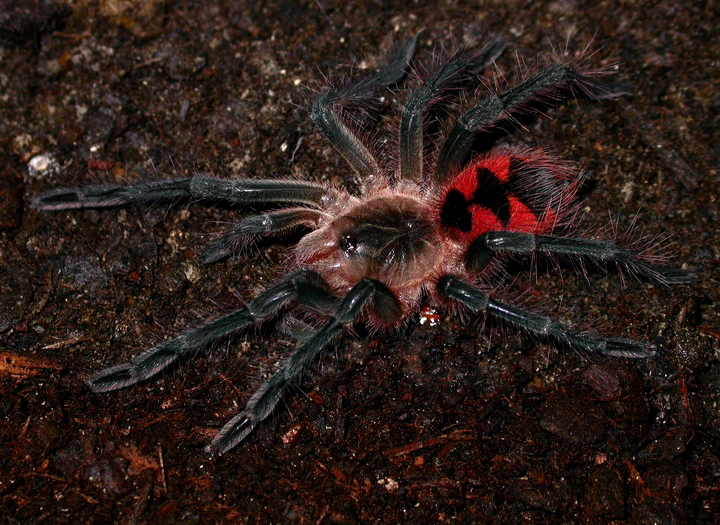
Jungtier der Schwarzen Blaustrahligen Riesenvogelspinne (P. nigricolor) mit auffälligem Farbmuster

Einige Zeit nach der Paarung fertigt das begattete Weibchen einen Eikokon an, der nach erfolgreicher Befruchtung mehrere hundert Eier enthält. Es kommt nicht selten aber auch zu einer fehlerhaften Befruchtung und somit zum Anlegen von Eikokons mit unbefruchteten Eiern, aus denen keine Jungtiere schlüpfen.
Nachdem aus den befruchteten Eiern nach einiger Zeit die Jungtiere geschlüpft sind, verbleiben diese anfangs bei der Mutter. Bei einigen Arten wurde auch eine Brutpflege beobachtet, bei der die Mutter ihren Nachwuchs an zuvor gefangene Beutetiere gewöhnt und somit ein gemeinsamer Verzehr stattfindet. Bei manchen Arten können die Jungtiere bis zu einem Jahr bei ihrer Mutter verweilen, ohne dass es zu Kannibalismus kommt.

#### Dauer des Heranwachsens und Lebenserwartung
Die Jungtiere der Gattung Pamphobeteus wachsen wie bei Spinnen üblich über mehrere Fresshäute (Häutungsstadien) und verglichen mit anderen Vogelspinnen verhältnismäßig schnell heran und benötigen ein bis zwei Jahre für diesen Prozess. Die durchschnittliche Lebensdauer bei Weibchen der Gattung beträgt etwa 15 Jahre, während auch hier die Männchen mit einer Lebenserwartung von vier Jahren deutlich kurzlebiger sind.

## Terraristik

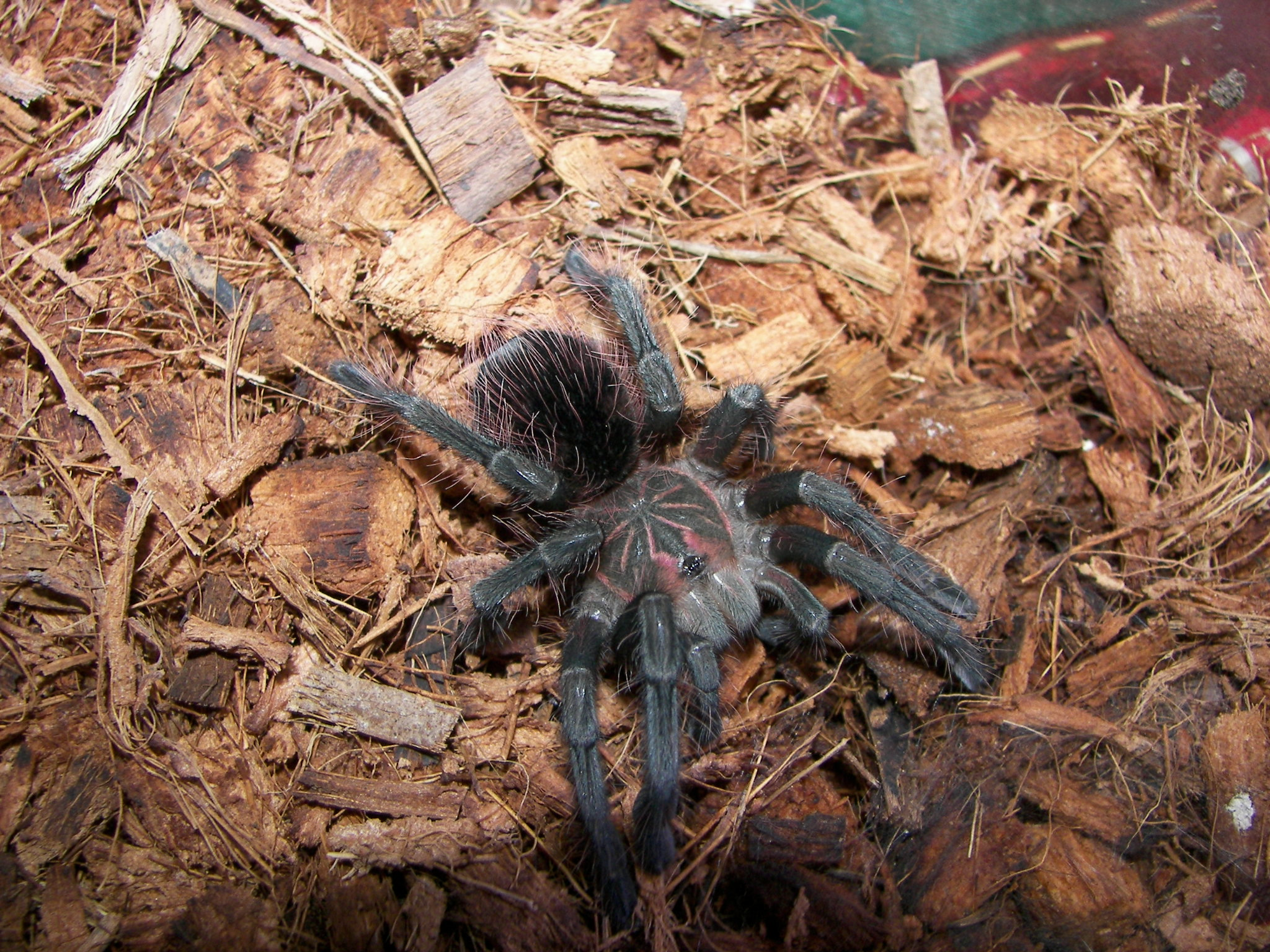
Ein noch nicht ganz ausgewachsenes Weibchen der Zuchtform Pamphobeteus sp. „Peru“ in Gefangenschaft

Die Arten der Gattung Pamphobeteus werden aufgrund ihrer für Spinnen imposanten Erscheinung und aufgrund der besonders bei Männchen ausgeprägten Farbgebung gelegentlich als Heimtiere in der Terraristik gehalten und zählen zu den häufiger gehaltenen Vogelspinnenarten. Wichtig ist, dass man ein der Größe der Spinnen entsprechend großes Terrarium zur Verfügung stellt. Wie bei allen bodenbewohnenden Vogelspinnen mit grabfreudiger Lebensweise sollte auch hier ein ausreichend tiefer und grabfähiger Untergrund und auch ein bereits vorhandener Unterschlupf zur Verfügung gestellt werden. Außerdem sollte man bei der Haltung eines oder mehrerer Exemplare von Arten der Gattung das tropische Klima einschließlich Luftfeuchtigkeit und Temperatur bestmöglich simulieren. Wie bei den meisten Vogelspinnen ist bei allen Arten der Gattung aufgrund von Kannibalismusgefahr Einzelhaltung angebracht.
Gehalten und in Gefangenschaft auch nachgezüchtet werden sowohl die beschriebenen Arten als auch bislang unbeschriebene der Gattung, die dann als Zuchtformen verfügbar sind. Beispiele sind Pamphobeteus sp. „machala“, Pamphobeteus sp. „Peru“ und Pamphoebteus sp. „platyomma“. Letztere sollte nicht mit der gleichnamigen Art verwechselt werden, deren Artstatus jedoch angezweifelt wird (s. Abschnitt „Vitalius platyomma“).

## Systematik
Die Gattung Pamphobeteus wurde 1901 von Reginald Innes Pocock erstbeschrieben. Pocock hat nach dieser Erstbeschreibung auch einige zuvor zur Gattung Lasiodora gezählten Arten in diese Gattung eingegliedert. Andererseits wurden in der Vergangenheit auch Arten aus der Gattung Pamphobeteus in andere Gattungen (vorwiegend 1993 von Sylvia Marlene Lucas, Pedro Ismael da Silva Jr. und Roberto Bertani nach Vitalius) umgestellt, sodass diese nun deutlich weniger Arten als früher enthält.

### Arten
Die Gattung verfügt heute über 13 beschriebene Arten. Die Typusart der Gattung ist die Schwarze Blaustrahlige Riesenvogelspinne (Pamphobeteus nigricolor). Alle gültigen und zur Gattung zählenden Arten sowie deren Verbreitung sind:
- Peru-Blaufuß-Riesenvogelspinne (Pamphobeteus antinous) Pocock, 1903 – Peru, Bolivien
- Pamphobeteus augusti (Simon, 1889) – Ecuador
- Pamphobeteus crassifemur Bertani, Fukushima & Silva, 2008 – Brasilien
- Pamphobeteus ferox (Ausserer, 1875) – Kolumbien
- Braune Kolumbianische Baumbewohnende Riesenvogelspinne (Pamphobeteus fortis) (Ausserer, 1875) – Kolumbien
- Pamphobeteus grandis Bertani, Fukushima & Silva, 2008 – Brasilien
- Kolumbianische Lilastrahlige Riesenvogelspinne (Pamphobeteus insignis) Pocock, 1903 – Kolumbien
- Schwarze Blaustrahlige Riesenvogelspinne (Pamphobeteus nigricolor) (Ausserer, 1875) – Kolumbien, Brasilien
- Kolumbianische Rosastrahlige Riesenvogelspinne (Pamphobeteus ornatus) Pocock, 1903 – Panama, Kolumbien
- Pamphobeteus petersi Schmidt, 2002 – Ecuador, Peru
- Blaufemur-Vogelspinne (Pamphobeteus ultramarinus) Schmidt, 1995 – Ecuador
- Pamphobeteus verdolaga Cifuentes, Perafán & Estrada-Gomez, 2016 – Kolumbien
- Ecuadorianische Rosastrahlige Riesenvogelspinne (Pamphobeteus vespertinus) (Simon, 1889) – Ecuador

### Vitalius platyomma

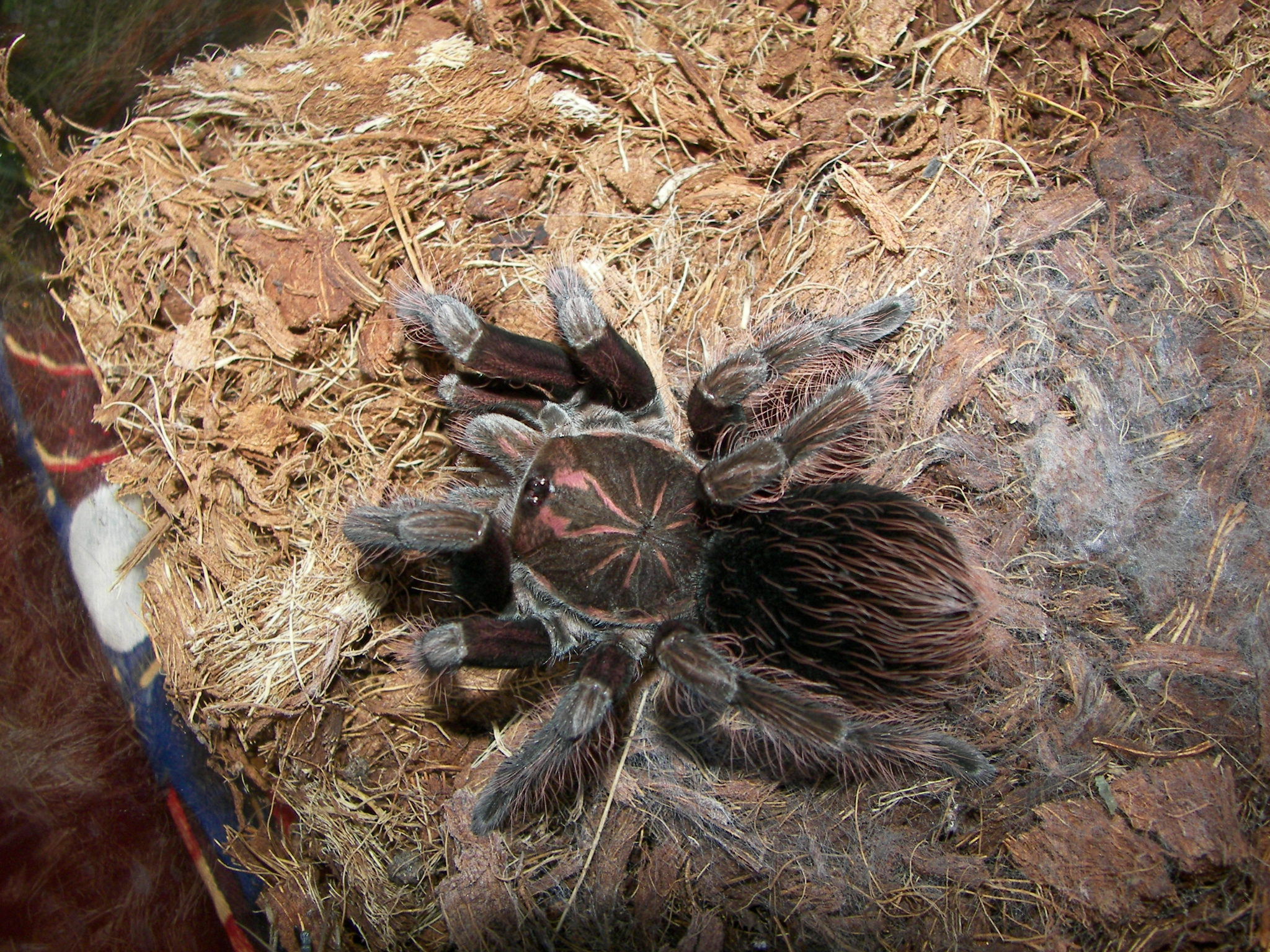
Weibchen von Vitalius platyomma

Diese 1923 von Cândido Firmino de Mello-Leitão unter der damaligen Bezeichnung Pamphobeteus platyomma erstbeschriebe Art wurde 1993 von Sylvia Marlene Lucas, Pedro Ismael da Silva Jr. und Roberto Bertani in die Gattung Vitalius umgestellt und trägt seitdem die Bezeichnung V. platyomma. Seit 2001 wird der Artstatus allerdings angezweifelt. Die deutschen Trivialbezeichnungen lauten „Brasilianische Rosa-Blüten-Riesenvogelspinne“ und „Brasilianische Rosastrahlige Riesenvogelspinne“. Die Art sollte nicht mit der namentlich ähnlich klingenden Zuchtform Pamphobeteus sp. „platyomma“ verwechselt werden, bei der es sich um eine bislang unbeschriebene Art der Gattung Pamphobeteus handelt (s. Abschnitt „Terraristik“).